# Bernardo Ferrándiz Bádenes
Bernardo Ferrándiz Bádenes – hiszpański malarz pochodzący z Walencji. 
Studiował w Królewskiej Akademii Sztuk Pięknych San Carlos w Walencji, gdzie jego nauczycielem był Francisco Martínez. Interesował się tematyką społeczną, jednym z jego najważniejszych dzieł jest El Viático a un mendigo moribundo, za które otrzymał stypendium na naukę za granicą od prowincji Walencja. Podróżował po Afryce i Włoszech i brał udział w różnych wystawach. Otrzymał wyróżnienie cum laude na Krajowej Wystawie Sztuk Pięknych w 1860 roku i II medal w 1864 roku za dzieło Un alcalde de monterilla.
W 1876 r. rozpoczął studia w Królewskiej Akademii Sztuk Pięknych św. Ferdynanda w Madrycie, gdzie uczył się w pracowni Federico Madrazo.
W 1868 r. przeprowadził się do Malagi, gdzie wykładał kolor i kompozycję w Królewskiej Akademii Sztuk Pięknych San Telmo w Maladze, a w 1878 r. został jej dyrektorem. Przyjaźnił się z Antoniem Muñozem Degrain, którego przyciągnął do Malagi. Jego uczniami byli José Nogales, Enrique Simonet, José Denis Belgrano, Pedro Sáenz Sáenz i José Moreno Carbonero.
Studiował również w Paryżu, gdzie poznał krytyka sztuki i zwolennika impresjonizmu Théodora Dureta. 
Spędził 17 lat w Maladze, aż do swojej śmierci. W Parque de Málaga można zobaczyć jego pomnik. Był jednym z inicjatorów malageńskiej szkoły malarstwa.